# Link Layer Topology Discovery

Link Layer Topology Discovery (LLTD) est un protocole de couche de liaison de données pour la découverte de la topologie de réseau et le diagnostic de qualité de service, développé par Microsoft en tant qu'élément de l'ensemble de technologies Windows Rally. Le protocole opère aussi bien sur les réseaux câblés que sans fil.

## Implémentation dans l'environnement Windows

### Windows Vista/Seven
Le protocole LLTD est implémenté nativement dans Windows Vista et Windows 7. Il est employé par la correspondance de réseau pour créer une représentation graphique du réseau local ou du réseau sans fil, auxquels l'ordinateur est relié.

### Windows XP
Windows XP ne contient pas le protocole LLTD ; par conséquent, les ordinateurs équipés de ce système d'exploitation n'apparaitront pas sur la correspondance de réseau. Cependant, il est possible de les rendre visibles en installant le répondeur LLTD (KB 922120).

### Versions antérieures de Windows
Comme dans le cas de Windows XP, les machines équipées de Windows 95, Windows 98, Windows 2000 et Windows Millennium Edition ne comprennent pas le protocole LLTD et figureront pas sur la correspondance de réseau. L'installation d'un module complémentaire n'est ni possible ni proposée.

## Implémentation dans un environnement Linux
Un outil de référence d'implémentation (non libre mais sans redevance) a été publié par Microsoft pour Linux en tant que partie du kit de développement Windows Rally.

L'utilisation des spécifications de LLTD nécessite la signature de l'accord de licence Microsoft Windows Rally (EN)